# Габейоль (притока Когеля)
Габейо́ль або Габеє́ль (рос. Габеёль, Габеель) — річка в Республіці Комі, Росія, ліва притока річки Когель, правої притоки річки Ілич, правої притоки річки Печора. Протікає територією Троїцько-Печорського району.
Річка протікає на південний захід та захід.